# 白江権左衛門
白江 権左衛門（しろえ ごんざえもん）は、戦国時代から安土桃山時代にかけての武将。

## 略歴
美濃国加治田出身。加治田城主・佐藤忠能、斎藤利治、斎藤利堯の家臣として仕える。
堂洞合戦、関・加治田合戦、加治田・兼山合戦に従軍した。その後、利堯が死去すると、兼山城の森長可に仕えた。
小牧・長久手の戦いに参加し、徳川家康の本陣に突入し討死した。

## 逸話
- 加治田方の勇士として活躍し[5]、一騎打ちにて、豪の者真屋新助の首を取り、勝利に貢献する。[6]齋藤利堯より行光の脇差と感状とを賜わった。
- 討死後、供のものより齢峯寺にて天猷和尚を導師により葬儀を行った。

## 子孫
- 白江氏の分家に板津氏がおり、板津宇平治・平成24年6月から富加町長に就任した板津德次。又、白江氏・板津氏を調査・研究をしている板津昌且がいる[7]。